# Мегаро
Мегаро (грч. Μέγαρο) је насељено место у општини Гребен у периферији Западна Македонија, Грчка. Према попису из 2021. године био је 301 становник.
Према бугарском географу и историчару, Василу Канчову, у Мегару је 1900. године живело 400 Грка. Село се раније звало Радуништа.